# Amphoe Thung Yai
Amphoe Thung Yai (thailändisch อำเภอ ทุ่งใหญ่) ist ein Landkreis (Amphoe – Verwaltungs-Distrikt) im Westen der Provinz Nakhon Si Thammarat. Die Provinz Nakhon Si Thammarat liegt in der Südregion von Thailand, etwa 780 km südlich von Bangkok an der Ostküste der Malaiischen Halbinsel zum Golf von Thailand.

## Geographie
Benachbarte Bezirke (von Norden im Uhrzeigersinn): die Amphoe Tham Phannara, Chawang, Na Bon, Thung Song und Bang Khan in der Provinz Nakhon Si Thammarat, die Amphoe Lam Thap, und Khao Phanom in der Provinz Krabi sowie Phrasaeng in der Provinz Surat Thani.
Der größte Fluss des Landkreises ist der Maenam Tapi (Tapi-Fluss).

## Geschichte
Im Jahr 1906 wurde Tambon Ku Rae vom Amphoe Thung Song abgetrennt und zum Unterbezirk (King Amphoe) Ku Rae ernannt. Als 1909 die Verwaltung ins Tambon Tha Yang verlegt wurde, wurde der Unterbezirk in Tha Yang nach dem zentralen Tambon umbenannt. Als Tha Yang am 1. April 1961 zu einem Amphoe heraufgestuft werden sollte, war der Name Tha Yang bereits an einen Landkreis in der Provinz Phetchaburi vergeben. So wurde er Thung Yai nach einem weiteren Tambon genannt.

## Verwaltung

### Provinzverwaltung
Amphoe Thung Yai ist in sieben Gemeinden (Tambon) eingeteilt, welche wiederum in 63 Dörfer (Muban) unterteilt sind.
| \| Nr. \| Name \| Thai \| Muban \| Einw.[2] \| \| --- \| ---------- \| ------ \| ----- \| -------- \| \| 1. \| Tha Yang \| ท่ายาง \| 12 \| 14.548 \| \| 2. \| Thung Sang \| ทุ่งสัง \| 07 \| 05.503 \| \| 3. \| Thung Yai \| ทุ่งใหญ่ \| 10 \| 09.614 \| \| 4. \| Kurae \| กุแหระ \| 08 \| 07.802 \| \| 5. \| Prik \| ปริก \| 09 \| 15.900 \| \| 6. \| Bang Rup \| บางรูป \| 09 \| 08.807 \| \| 7. \| Krung Yan \| กรุงหยัน \| 08 \| 10.431 \| |            |        |       |        |
| Nr. | Name       | Thai   | Muban | Einw.  |
| 1. | Tha Yang   | ท่ายาง  | 12    | 14.548 |
| 2. | Thung Sang | ทุ่งสัง   | 07    | 05.503 |
| 3. | Thung Yai  | ทุ่งใหญ่  | 10    | 09.614 |
| 4. | Kurae      | กุแหระ  | 08    | 07.802 |
| 5. | Prik       | ปริก    | 09    | 15.900 |
| 6. | Bang Rup   | บางรูป  | 09    | 08.807 |
| 7. | Krung Yan  | กรุงหยัน | 08    | 10.431 |

### Lokalverwaltung
Es gibt zwei Kleinstädte (Thesaban Tambon) im Landkreis:
- Tha Yang (เทศบาลตำบลท่ายาง) besteht aus Teilen des Tambon Tha Yang.
- Thung Sang (เทศบาลตำบลทุ่งสัง) besteht aus dem ganzen Tambon Thung Sang.

Außerdem gibt es sechs „Tambon-Verwaltungsorganisationen“ (TAO, องค์การบริหารส่วนตำบล) für die Tambon oder die Teile von Tambon im Landkreis, die zu keiner Stadt gehören.